# Duitse Democratische Republiek op de Olympische Zomerspelen 1972
De Duitse Democratische Republiek (DDR) nam deel aan Olympische Zomerspelen 1972 in München, West-Duitsland. Ten opzichte van de vorige deelname was het aantal medailles flink gestegen. Het totale aantal medailles van 25 werd dit keer al bijna geëvenaard door de 20 gouden medailles die werden gewonnen. In totaal werden 66 medailles behaald.

## Medailleoverzicht
| Sport          | Olympiër | Discipline               | Medaille |
| -------------- | --- | ------------------------ | -------- |
| Atletiek       | Peter Frenkel | 20km snelwandelen (m)    | Goud     |
| Atletiek       | Wolfgang Nordwig | polsstokhoogspringen (m) | Goud     |
| Atletiek       | Renate Stecher | 100m (v)                 | Goud     |
| Atletiek       | Renate Stecher | 200m (v)                 | Goud     |
| Atletiek       | Monika Zehrt | 400m (v)                 | Goud     |
| Atletiek       | Annelie Ehrhardt | 100m horden (v)          | Goud     |
| Atletiek       | Monika Zehrt Dagmar Käsling Rita Kühne Helga Seidler | 4x400m (v)               | Goud     |
| Atletiek       | Ruth Fuchs | speerwerpen (v)          | Goud     |
| Kanovaren      | Siegbert Horn | K-1 slalom (m)           | Goud     |
| Kanovaren      | Reinhard Eiben | C-1 slalom (m)           | Goud     |
| Kanovaren      | Rolf-Dieter Amend Walter Hofmann | C-2 slalom (m)           | Goud     |
| Kanovaren      | Angelika Bahmann | K-1 slalom (v)           | Goud     |
| Roeien         | Siegfried Brietzke Wolfgang Mager | twee-zonder (m)          | Goud     |
| Roeien         | Wolfgang Gunkel Jörg Lucke Klaus-Dieter Neubert | twee-met (m)             | Goud     |
| Roeien         | Dieter Schubert Frank Forberger Dieter Grahn Frank Rühle | vier-zonder (m)          | Goud     |
| Turnen         | Klaus Köste | sprong (m)               | Goud     |
| Turnen         | Karin Janz | brug (v)                 | Goud     |
| Turnen         | Karin Janz | sprong (v)               | Goud     |
| Zwemmen        | Roland Matthes | 100m rugslag (m)         | Goud     |
| Zwemmen        | Roland Matthes | 200m rugslag (m)         | Goud     |
| Atletiek       | Jörg Drehmel | hink-stap-springen (m)   | Zilver   |
| Atletiek       | Stefan Junge | hoogspringen (m)         | Zilver   |
| Atletiek       | Jochen Sachse | kogelslingeren (m)       | Zilver   |
| Atletiek       | Gunhild Hoffmeister | 1500m (v)                | Zilver   |
| Atletiek       | Bärbel Struppert Christina Heinich Evelyn Kaufer Renate Stecher | 4x100m (v)               | Zilver   |
| Atletiek       | Margitta Gummel-Helmboldt | kogelstoten (v)          | Zilver   |
| Atletiek       | Jacqueline Todten | speerwerpen (v)          | Zilver   |
| Kanovaren      | Petra Grabowski Ilse Kaschube | K-2 500m (v)             | Zilver   |
| Roeien         | Eckhard Martens Dietrich Zander Reinhard Gust Rolf Jobst Klaus-Dieter Ludwig | vier-met (m)             | Zilver   |
| Turnen         | Erika Zuchold | brug (v)                 | Zilver   |
| Turnen         | Erika Zuchold | sprong (v)               | Zilver   |
| Turnen         | Karin Janz | individuele meerkamp (v) | Zilver   |
| Turnen         | Erika Zuchold Richarda Schmeißer Christine Schmitt Irene Abel Angelika Hellmann Karin Janz | meerkamp team (v)        | Zilver   |
| Volleybal      | Rainer Tscharke Wolfgang Webner Wolfgang Weise Siegfried Schneider Arnold Schulz Rudi Schumann Jürgen Maune Horst Peter Eckehard Pietzsch Horst Hagen Wolfgang Löwe Wolfgang Maibohm                                                                                      | mannen                   | Zilver   |
| Wielersport    | Jürgen Geschke Werner Otto | tandem (m)               | Zilver   |
| Wielersport    | Uwe Unterwalder Thomas Huschke Heinz Richter Herbert Richter | ploegenachtervolging (m) | Zilver   |
| Worstelen      | Heinz-Helmut Wehling | -62kg vrije stijl (m)    | Zilver   |
| Zeilen         | Paul Borowski Karl-Heinz Thun Konrad Weichert | dragon                   | Zilver   |
| Zwemmen        | Roland Matthes Klaus Katzur Hartmut Flöckner Lutz Unger | 4x100m wisselslag (m)    | Zilver   |
| Zwemmen        | Roswitha Beier | 100m vlinderslag (v)     | Zilver   |
| Zwemmen        | Kornelia Ender | 200m wisselslag (v)      | Zilver   |
| Zwemmen        | Gabriele Wetzko Andrea Eife Kornelia Ender Elke Sehmisch | 4x100m vrije slag (v)    | Zilver   |
| Zwemmen        | Christine Herbst Renate Vogel Roswitha Beier Kornelia Ender | 4x100m wisselslag (v)    | Zilver   |
| Atletiek       | Hans-Georg Reimann | 20km snelwandelen (m)    | Brons    |
| Atletiek       | Hartmut Briesenick | kogelstoten (m)          | Brons    |
| Atletiek       | Gunhild Hoffmeister | 800m (v)                 | Brons    |
| Atletiek       | Karin Balzer | 100m horden (v)          | Brons    |
| Atletiek       | Burglinde Pollak | vijfkamp (v)             | Brons    |
| Boksen         | Peter Tiepold | -71kg (m)                | Brons    |
| Gewichtheffen  | Stefan Grützner | -110kg (m)               | Brons    |
| Gewichtheffen  | Gerd Bonk | +110kg (m)               | Brons    |
| Judo           | Dietmar Hötger | -70kg (m)                | Brons    |
| Kanovaren      | Harald Gimpel | K-1 slalom (m)           | Brons    |
| Roeien         | Wolfgang Güldenpfennig | skiff (m)                | Brons    |
| Roeien         | Joachim Böhmer en Hans-Ullrich Schmied | dubbel-twee (m)          | Brons    |
| Roeien         | Manfred Schneider Hartmut Schreiber Dietmar Schwarz Jörg Landvoigt Heinrich Mederow Manfred Schmorde Hans-Joachim Borzym Harold Dimke Bernd Landvoigt | acht (m)                 | Brons    |
| Schietsport    | Werner Lippoldt | 50m geweer 3 houdingen   | Brons    |
| Schietsport    | Michael Buchheim | skeet                    | Brons    |
| Schoonspringen | Marina Janicke | 3m plank (v)             | Brons    |
| Schoonspringen | Marina Janicke | 10m toren (v)            | Brons    |
| Turnen         | Jürgen Packe Reinhard Rychly Wolfgang Thüne Matthias Brehme Wolfgang Klotz Klaus Köste | meerkamp team (m)        | Brons    |
| Turnen         | Karin Janz | balk (v)                 | Brons    |
| Voetbal        | Konrad Weise Manfred Zapf Joachim Streich Eberhard Vogel Siegmar Wätzlich Ralf Schulenberg Wolfgang Seguin Jürgen Sparwasser Hans-Jürgen Kreische Lothar Kurbjuweit Jürgen Pommerenke Frank Ganzera Reinhard Häfner Harald Irmscher Bernd Bransch Jürgen Croy Peter Ducke | mannen                   | Brons    |
| Wielersport    | Jürgen Schütze | tijdrit (m)              | Brons    |
| Zwemmen        | Lutz Unger Peter Bruch Wilfried Hartung Roland Matthes | 4x100m vrije slag (m)    | Brons    |
| Zwemmen        | Gudrun Wegner | 400m vrije slag (v)      | Brons    |

## Resultaten en deelnemers per onderdeel

### Atletiek
| Olympiër                                                        | Discipline               | Resultaat | Prestatie |
| --------------------------------------------------------------- | ------------------------ | --------- | --- |
| Hans-Jürgen Bombach                                             | 100m (m)                 | 34e       | serie 1: 3de in 10,66 kwartfinale 3: 8ste in 10,64                                                           |
| Bernd Borth                                                     | 100m (m)                 | 15e       | serie 8: 2de in 10,48 kwartfinale 1: 3de in 10,44 halve finale 1: 7de in 10,60                               |
| Manfred Kokot                                                   | 100m (m)                 | 19e       | serie 3: 1ste in 10,49 kwartfinale 4: 6de in 10,44                                                           |
| Siegfried Schenke                                               | 200m (m)                 | 34e       | serie 1: 1ste in 20,66 kwartfinale 3: 3de in 20,79 halve finale 1: 4de in 20,97 finale: 6de in 20,56         |
| Hans-Joachim Zenk                                               | 200m (m)                 | 8e        | serie 8: 2de in 20,93 kwartfinale 5: 2de in 20,59 halve finale 2: 3de in 20,63 finale: 8ste in 21,05         |
| Dieter Fromm                                                    | 800m (m)                 | 8e        | serie 6: 1ste in 1.46,9 halve finale 1: 2de in 1.48,1 finale: 8ste in 1.47,96                                |
| Klaus-Peter Justus                                              | 1500m (m)                | 26e       | serie 4: 4de in 3.40,4 halve finale 3: 9de in 3.44,6                                                         |
| Frank Eisenberg                                                 | 5000m (m)                | 26e       | serie 3: 2de in 13.38,4 finale: 9de in 13.40,8                                                               |
| Frank Siebeck                                                   | 100m horden (m)          | 5e        | serie 1: 1ste in 13,83 halve finale 2: 2de in 13,58 finale: 5de in 13,71                                     |
| Christian Rudolph                                               | 400m horden (m)          | DNF       | serie 3: 1ste in 50,00 halve finale 2: niet gefinisht                                                        |
| Manfred Kokot Bernd Borth Hans-Jürgen Bombach Siegfried Schenke | 4x100m (m)               | DNF       | serie 1: 3de in 39,17 halve finale 2: 3de in 39,06 finale: 5de in 38,90                                      |
| Eckhard Lesse                                                   | marathon (m)             | 25e       | 2:22.49 |
| Peter Frenkel                                                   | 20km snelwandelen (m)    | Goud      | 1:26.42,4 |
| Hans-Georg Reimann                                              | 20km snelwandelen (m)    | Brons     | 1:27.16,6 |
| Gerhard Sperling                                                | 20km snelwandelen (m)    | 4e        | 1:27.55,0 |
| Christoph Höhne                                                 | 50km snelwandelen (m)    | 14e       | 4:20.43,8 |
| Peter Selzer                                                    | 50km snelwandelen (m)    | 5e        | 4:04.05,4 |
| Karl-Heinz Stadtmüller                                          | 50km snelwandelen (m)    | 11e       | 4:14.28,8 |
| Christoph Höhne                                                 | verspringen (m)          | 6e        | kwalificatie groep B: 3de met 7,93m finale: 6de met 7,96m                                                    |
| Jörg Drehmel                                                    | hink-stap-springen (m)   | Zilver    | kwalificatie groep A: 1ste met 16,57m finale: 2de met 17,31m                                                 |
| Heinz-Günter Schenk                                             | hink-stap-springen (m)   | 19e       | kwalificatie groep B: 9de met 15,91m                                                                         |
| Christoph Höhne                                                 | hoogspringen (m)         | Zilver    | kwalificatie groep A: 1ste met 2,15m finale: 2de met 2,21m                                                   |
| Wolfgang Nordwig                                                | polsstokhoogspringen (m) | Goud      | kwalificatie groep A: 1ste met 5,10m finale: 1ste met 5,50m (OR)                                             |
| Hartmut Briesenick                                              | kogelstoten (m)          | Brons     | kwalificatie groep B: 1ste met 20,38m finale: 3de met 21,14m                                                 |
| Hans-Peter Gies                                                 | kogelstoten (m)          | 4e        | kwalificatie groep A: 8ste met 19,06m finale: 4de met 21,14m                                                 |
| Heinz-Joachim Rothenburg                                        | kogelstoten (m)          | 4e        | kwalificatie groep A: 9de met 19,03m finale: 11de met 19,74m                                                 |
| Hartmut Losch                                                   | discuswerpen (m)         | Brons     | kwalificatie groep B: 11de met 56,64m                                                                        |
| Detlef Thorith                                                  | discuswerpen (m)         | 4e        | kwalificatie groep A: 7de met 59,36m finale: 6de met 62,42m                                                  |
| Manfred Stolle                                                  | speerwerpen (m)          | 9e        | kwalificatie groep B: 3de met 80,78m finale: 9de met 79,32m                                                  |
| Jochen Sachse                                                   | kogelslingeren (m)       | Zilver    | kwalificatie groep B: 3de met 69,94m finale: 2de met 74,96m                                                  |
| Reinhard Theimer                                                | kogelslingeren (m)       | 4e        | kwalificatie groep A: 1ste met 70,66m finale: 13de met 69,16m                                                |
| Joachim Kirst                                                   | tienkamp (m)             | DNF       | niet gefinisht                                                                                               |
| Stefan Schreyer                                                 | tienkamp (m)             | 5e        | 7950 punten                                                                                                  |
|                                                                 |                          |           | |
| Evelin Kaufer                                                   | 100m (v)                 | 20e       | serie 2: 4de in 11,59 kwartfinale 4: 7de in 11,55                                                            |
| Renate Stecher                                                  | 100m (v)                 | Goud      | serie 4: 1ste in 11,31 kwartfinale 2: 1ste in 11,27 halve finale 1: 1ste in 11,18 finale: 1ste in 11,07 (WR) |
| Ellen Strophal                                                  | 100m (v)                 | 18e       | serie 5: 5de in 11,63 kwartfinale 1: 5de in 11,48                                                            |
| Christina Heinich                                               | 200m (v)                 | 5e        | serie 6: 3de in 23,90 kwartfinale 1: 3de in 23,23 halve finale 2: 3de in 23,28 finale: 5de in 22,89          |
| Renate Stecher                                                  | 200m (v)                 | Goud      | serie 2: 1ste in 22,96 kwartfinale 2: 1ste in 23,37 halve finale 2: 1ste in 22,83 finale: 1ste in 22,40 (WR) |
| Ellen Strophal                                                  | 200m (v)                 | 4e        | serie 4: 1ste in 23,54 kwartfinale 2: 1ste in 22,93 halve finale 1: 1ste in 22,90 finale: 4de in 22,75       |
| Dagmar Käsling                                                  | 400m (v)                 | 7e        | serie 6: 2de in 52,99 kwartfinale 4: 1ste in 52,33 halve finale 1: 2de in 51,73 finale: 7de in 52,19         |
| Helga Seidler                                                   | 400m (v)                 | 4e        | serie 5: 2de in 52,99 kwartfinale 1: 2de in 51,97 halve finale 1: 1ste in 51,68 finale: 4de in 51,86         |
| Monika Zehrt                                                    | 400m (v)                 | Goud      | serie 3: 1ste in 52,49 kwartfinale 2: 2de in 52,33 halve finale 2: 1ste in 51,47 finale: 1ste in 51,08       |
| Gunhild Hoffmeister                                             | 800m (v)                 | Brons     | serie 5: 2de in 2.03,15 halve finale 1: 2de in 2.01,21 finale: 3de in 1.59,16                                |
| Maritta Politz                                                  | 800m (v)                 | 17e       | serie 3: 5de in 2.02,40                                                                                      |
| Karin Burneleit                                                 | 1500m (v)                | Brons     | serie 3: 2de in 4.10,83 halve finale 2: 2de in 4.05,78 finale: 4de in 4.04,11                                |
| Gunhild Hoffmeister                                             | 1500m (v)                | Zilver    | serie 4: 2de in 4.12,80 halve finale 1: 3de in 4.07,94 finale: 2de in 4.02,83                                |
| Karin Balzer                                                    | 100m horden (v)          | Brons     | serie 4: 1ste in 13,10 halve finale 1: 3de in 12,97 finale: 3de in 12,90                                     |
| Annelie Ehrhardt                                                | 100m horden (v)          | Goud      | serie 1: 1ste in 12,70 halve finale 2: 1ste in 12,73 finale: 1ste in 12,59 (WR)                              |
| Annerose Krumpholz                                              | 100m horden (v)          | 7e        | serie 3: 2de in 13,31 halve finale 2: 3de in 13,24 finale: 7de in 13,27                                      |
| Evelin Kaufer Christina Heinich Bärbel Struppert Renate Stecher | 4x100m (v)               | Zilver    | serie 2: 1ste in 42,88 finale: 2de in 42,95                                                                  |
| Dagmar Käsling Rita Kühne Helga Seidler Monika Zehrt            | 4x400m (v)               | Goud      | serie 2: 1ste in 3.28,5 finale: 1ste in 3.22,95 (WR)                                                         |
| Kristina Albertus                                               | verspringen (v)          | 26e       | kwalificatie groep A: 13de met 16,01m                                                                        |
| Angelika Liebsch                                                | verspringen (v)          | 13e       | kwalificatie groep B: 1ste met 6,69m finale: 13de met 6,23m                                                  |
| Margrit Olfert                                                  | verspringen (v)          | 8e        | kwalificatie groep B: 3de met 6,52m finale: 8ste met 6,46m                                                   |
| Rita Gildemeister                                               | hoogspringen (v)         | 12e       | kwalificatie groep A: 1ste met 1,76m finale: 12de met 1,82m                                                  |
| Rita Schmidt                                                    | hoogspringen (v)         | 13e       | kwalificatie groep A: 1ste met 1,76m finale: 5de met 1,85m                                                   |
| Rosemarie Witschas                                              | hoogspringen (v)         | 7e        | kwalificatie groep A: 1ste met 1,76m finale: 7de met 1,85m                                                   |
| Marianne Adam                                                   | kogelstoten (v)          | 5e        | kwalificatie: 2de met 19,11m finale: 5de met 18,94m                                                          |
| Margitta Gummel                                                 | kogelstoten (v)          | Zilver    | kwalificatie: 3de met 18,82m finale: 2de met 20,22m                                                          |
| Marita Lange                                                    | kogelstoten (v)          | 6e        | kwalificatie: 6de met 18,16m finale: 6de met 18,85m                                                          |
| Gabriele Hinzmann                                               | discuswerpen (v)         | 5e        | kwalificatie: 4de met 59,80m finale: 6de met 61,72m                                                          |
| Ruth Fuchs                                                      | speerwerpen (v)          | Goud      | kwalificatie: 1ste met 60,88m finale: 1ste met 63,88m                                                        |
| Jacqueline Todten                                               | speerwerpen (v)          | Zilver    | kwalificatie: 2de met 59,62m finale: 2de met 62,54m                                                          |
| Christine Bodner                                                | vijfkamp (v)             | 4e        | 4671 punten                                                                                                  |
| Monika Peikert                                                  | vijfkamp (v)             | 18e       | 4232 punten                                                                                                  |
| Burglinde Pollak                                                | vijfkamp (v)             | Brons     | 4768 punten                                                                                                  |

### Boksen
| Olympiër             | Discipline  | Resultaat | Prestatie |
| -------------------- | ----------- | --------- | --- |
| Stefan Förster       | -54kg (m)   | 9e        | 1ste ronde: W van CAN Hamilton: 4-1 2de ronde: W van NIG Seydou: 5-0 3de ronde: V van MEX Zamora: 0-5                                                              |
| Jochen Bachfeld      | -57kg (m)   | 9e        | 1ste ronde: W van FRG Prause: 5-0 2de ronde: W van GBR Taylor: 5-0 3de ronde: V van ROU Pometcu: 0-5                                                               |
| Ulrich Beyer         | -63,5kg (m) | 17e       | 1ste ronde: V van USA Seales: 2-3 |
| Jochen Bachfeld      | -67kg (m)   | 9e        | 1ste ronde: vrij 2de ronde: W van GRE Therianos: 4-1 3de ronde: V van CUB Correa: knock-out                                                                        |
| Peter Tiepold        | -71kg (m)   | Brons     | 1ste ronde: vrij 2de ronde: W van ROU Györfi: 4-1 3de ronde: W van FIN Saarinen: 5-0 kwartfinale: W van MEX Villaneuva: 5-0 halve finale: V van POL Rudkowski: 1-4 |
| Hans-Joachim Brauske | -75kg (m)   | 9e        | 1ste ronde: W van SUD Salih: 3-2 2de ronde: V van URS Brauske: 0-5                                                                                                 |
| Ottomar Sachse       | -81kg (m)   | 17e       | 1ste ronde: V van ARG Cuello: 1-4 |
| Jürgen Fanghänel     | +81kg (m)   | 5e        | 1ste ronde: W van BUL Suvandzhiev: knock-out kwartfinale: V van ROU Alexe: 0-5                                                                                     |

### Gewichtheffen
| Olympiër          | Discipline  | Resultaat | Prestatie                                                                                |
| ----------------- | ----------- | --------- | ---------------------------------------------------------------------------------------- |
| Wolfgang Faber    | -67,5kg (m) | 11e       | drukken: 10de met 137,5kg trekken: 15de met 115kg stoten: 11de met 152,5kg totaal: 405kg |
| Werner Dittrich   | -75kg (m)   | DNF       | drukken: geen geldige poging                                                             |
| Franklin Zielecke | -75kg (m)   | 5e        | drukken: 7de met 150kg trekken: 2de met 140kg stoten: 5de met 170kg totaal: 460kg        |
| Bernhard Radtke   | -82,5kg (m) | 4e        | drukken: 5de met 162,5kg trekken: 2de met 145kg stoten: 4de met 185kg totaal: 492,5kg    |
| Stefan Grützner   | -110kg (m)  | Brons     | drukken: 6de met 185kg trekken: 4de met 162,5kg stoten: 1ste met 207,5kg totaal: 555kg   |
| Helmut Losch      | -110kg (m)  | 4e        | drukken: 4de met 190kg trekken: 8ste met 152,5kg stoten: 2de met 205kg totaal: 547,5kg   |
| Gerd Bonk         | +110kg (m)  | Brons     | drukken: 5de met 200kg trekken: 7de met 155kg stoten: 2de met 217,5kg totaal: 572,5kg    |
| Manfred Rieger    | +110kg (m)  | 5e        | drukken: 8ste met 190kg trekken: 5de met 162,5kg stoten: 6de met 205kg totaal: 557,5kg   |

### Handbal
| Olympiër | Discipline | Resultaat | Prestatie |
| --- | ---------- | --------- | --- |
| Harry Zörnack Horst Jankhöfer Josef Rose Jürgen Hildebrand Klaus Langhoff Klaus Weiß Peter Larisch Peter Randt Rainer Würdig Rainer Zimmermann Reiner Frieske Reiner Ganschow Siegfried Voigt Udo Röhrig Wolfgang Böhme Wolfgang Lakenmacher | mannen     | 4e        | groep B: 1ste W van IJsland: 16-11 W van Tunesië: 21-9 W van Tsjecho-Slowakije: 14-12 groep I: 2de V van Sovjet-Unie: 8-11 W van Zweden: 14-11 bronzen finale: V van Roemenië: 11-16 |

| Groep B |                   |             |             |             |             |            |            |            |        |
| #       | Land              | Wedstrijden | Wedstrijden | Wedstrijden | Wedstrijden | Doelpunten | Doelpunten | Doelpunten | Punten |
| #       | Land              | G           | W           | G           | V           | V          | T          | Saldo      | Punten |
| 1       | DDR               | 3           | 3           | 0           | 0           | 51         | 32         | +19        | 6      |
| 2       | Tsjecho-Slowakije | 3           | 1           | 1           | 1           | 56         | 40         | +16        | 3      |
| 3       | IJsland           | 3           | 1           | 1           | 1           | 57         | 51         | +6         | 3      |
| 4       | Tunesië           | 3           | 0           | 0           | 3           | 32         | 73         | -41        | 0      |

| Ronde       | Datum   | Plaats | Land  | Score             | Land |
| ----------- | ------- | ------ | ----- | ----------------- | ---- |
| Groepsfase  |         |        |       |                   |      |
| 30 augustus | München | DDR    | 16-11 | IJsland           |      |
| 1 september | München | DDR    | 21-9  | Tunesië           |      |
| 3 september | München | DDR    | 14-12 | Tsjecho-Slowakije |      |

| Groep I |                   |             |             |             |             |            |            |            |        |
| #       | Land              | Wedstrijden | Wedstrijden | Wedstrijden | Wedstrijden | Doelpunten | Doelpunten | Doelpunten | Punten |
| #       | Land              | G           | W           | G           | V           | V          | T          | Saldo      | Punten |
| 1       | Tsjecho-Slowakije | 3           | 2           | 0           | 1           | 42         | 38         | +4         | 4      |
| 2       | DDR               | 3           | 2           | 0           | 1           | 36         | 34         | +2         | 4      |
| 3       | Sovjet-Unie       | 3           | 1           | 1           | 1           | 34         | 34         | 0          | 3      |
| 4       | Zweden            | 3           | 0           | 1           | 2           | 34         | 40         | -6         | 1      |

| Ronde          | Datum   | Plaats      | Land  | Score    | Land |
| -------------- | ------- | ----------- | ----- | -------- | ---- |
| Groepsfase     |         |             |       |          |      |
| 6 september    | München | Sovjet-Unie | 11-8  | DDR      |      |
| 8 september    | München | Zweden      | 11-14 | DDR      |      |
| Bronzen finale |         |             |       |          |      |
| 10 september   | München | DDR         | 10-16 | Roemenië |      |

### Judo
| Olympiër          | Discipline      | Resultaat | Prestatie |
| ----------------- | --------------- | --------- | --- |
| Karl-Heinz Werner | -63kg (m)       | 11e       | 1ste ronde: W van MAR Belhmira 2de ronde: W van BEL Lauwereins kwartfinale: V van FRG Koppen                                                                           |
| Dietmar Hötgerr   | -70kg (m)       | Brons     | 1ste ronde: W van SUI Zinsli 2de ronde: W van MAD Andrianmanatena kwartfinale: W van FRG Dörbrandt halve finale: W van URS Novikov halve finale 2: V van POL Zajkowski |
| Rudolf Hendel     | -80kg (m)       | 19e       | 1ste ronde: vrij 2de ronde: V van TCH Jákl |
| Helmut Howiller   | -93kg (m)       | 5e        | 1ste ronde: V van FRG Barth herkansingen: W van POL Lewin herkansingen 2: W van CAN Farnsworth herkansingen 3: V van BRA Ishii                                         |
| Klaus Hennig      | +93kg (m)       | 9e        | 1ste ronde: vrij 2de ronde: W van BEL MacPhail kwartfinale: V van FRG Glahn                                                                                            |
| Klaus Hennig      | open klasse (m) | 19e       | 1ste ronde: V van GBR Parisi |

### Kanovaren
| Olympiër                                                     | Discipline    | Resultaat | Prestatie                                                                                                   |
| Slalom                                                       | Slalom        | Slalom    | Slalom |
| ------------------------------------------------------------ | ------------- | --------- | --- |
| Reinhard Eiben                                               | C-1 (m)       | Goud      | 315,84 |
| Jochen Förster                                               | C-1 (m)       | 4e        | 354,42 |
| Jochen Förster                                               | C-1 (m)       | 6e        | 372,88 |
| Walter Hofmann Rolf-Dieter Amend                             | C-2 (m)       | Goud      | 3168,8 |
| Jürgen Kretschmer Klaus Trummer                              | C-2 (m)       | 4e        | 329,57 |
| Jürgen Henze Herbert Fischer                                 | C-2 (m)       | 18e       | 508,44 |
| Jürgen Bremer                                                | K-1 (m)       | 8e        | 303,15 |
| Harald Gimpel                                                | K-1 (m)       | Brons     | 277,95 |
| Siegbert Horn                                                | K-1 (m)       | Goud      | 268,56 |
|                                                              |               |           | |
| Angelika Bahmann                                             | K-1 (v)       | Goud      | 364,50 |
| Sybille Bödecker                                             | K-1 (v)       | 11e       | 482,88 |
| Martina Falke                                                | K-1 (v)       | 10e       | 482,20 |
| Vlakwater                                                    |               |           | |
| Dirk Weise                                                   | C-1 1000m (m) | Goud      | serie 2: 3de in 4.41,04 finale: 4de in 4.14,38                                                              |
| Dirk Weise Dieter Lichtenberg                                | C-2 1000m (m) | 7e        | serie 2: 2de in 4.12,95 halve finale 3: 1ste in 3.52,66 finale: 7de in 4.01,50                              |
| Joachim Mattern                                              | K-1 1000m (m) | 6e        | serie 3: 2de in 4.02,88 halve finale 2: 3de in 3.54,24 finale: 6de in 3.51,94                               |
| Reiner Kurth Alexander Slatnow                               | K-2 1000m (m) | 4e        | serie 2: 1ste in 3.32,82 finale: 4de in 3.34,16                                                             |
| Volkmar Thiede Eduard Augustin Herbert Laabs Joachim Mattern | K-4 1000m (m) | 12e       | serie 2: 2de in 3.18,65 halve finale 1: 4de in 3.11,65                                                      |
|                                                              |               |           | |
| Bettina Müller                                               | K-1 500m (v)  | Goud      | serie 2: 4de in 2.15,15 herkansingen: 1ste in 2.08,92 halve finale 1: 3de in 2.07,90 finale: 5de in 2.06,85 |
| Ilse Kaschube Petra Grabowski                                | K-2 500m (v)  | Zilver    | serie 1: 2de in 2.00,96 finale: 2de in 1.54,30                                                              |

### Paardensport
| Olympiër                                                  | Discipline  | Resultaat | Prestatie                        |
| Dressuur                                                  | Dressuur    | Dressuur  | Dressuur                         |
| --------------------------------------------------------- | ----------- | --------- | -------------------------------- |
| Gerhard Brockmüller                                       | individueel | 13e       | Grand Prix: 13de met 1545 punten |
| Horst Köhler                                              | individueel | 17e       | Grand Prix: 17de met 1486 punten |
| Wolfgang Müller                                           | individueel | 16e       | Grand Prix: 16de met 1521 punten |
| Gerhard Brockmüller Horst Köhler Wolfgang Müller          | team        | 5e        | 4552 punten                      |
| Eventing                                                  |             |           |                                  |
| Rudolf Beerbohm                                           | individueel | 11e       | 3,80 punten                      |
| Joachim Brohmann                                          | individueel | 25e       | 71,73 strafpunten                |
| Helmut Gille                                              | individueel | 26e       | 74,20 strafpunten                |
| Jens Niehls                                               | individueel | 23e       | 60 strafpunten                   |
| Rudolf Beerbohm Joachim Brohmann Helmut Gille Jens Niehls | team        | 5e        | 127,93 strafpunten               |

### Roeien
| Olympiër | Discipline      | Resultaat | Prestatie |
| --- | --------------- | --------- | --- |
| Wolfgang Güldenpfennig | skiff (m)       | Brons     | serie 2: 2de in 7.46,31 herkansingen: 1ste in 8.05,19 halve finale 1: 2de in 8.16,35 finale: 3de in 7.14,45  |
| Joachim Böhmer Uli Schmied | dubbel-twee (m) | Brons     | serie 1: 2de in 7.07,94 herkansingen: 1ste in 7.00,54 halve finale 1: 1ste in 7.29,13 finale: 3de in 7.05,55 |
| Siegfried Brietzke Wolfgang Mager | twee-zonder (m) | Goud      | serie 4: 1ste in 7.20,35 halve finale 2: 1ste in 7.40,58 finale: 1ste in 6.53,16                             |
| Wolfgang Gunkel Jörg Lucke Klaus-Dieter Neubert | twee-met (m)    | Goud      | serie 3: 1ste in 7.54,11 halve finale 1: 1ste in 8.13,87 finale: 1ste in 7.17,25                             |
| Frank Forberger Dieter Grahn Frank Rühle Dieter Schubert                                                                                              | vier-zonder (m) | Goud      | serie 3: 1ste in 6.43,87 halve finale 1: 2de in 7.06,88 finale: 1ste in 6.24,27                              |
| Dietrich Zander Reinhard Gust Eckhard Martens Rolf Jobst Klaus-Dieter Ludwig                                                                          | vier-met (m)    | Zilver    | serie 3: 1ste in 6.44,57 halve finale 2: 2de in 7.11,12 finale: 2de in 6.33,30                               |
| Hans-Joachim Borzym Jörg Landvoigt Harold Dimke Manfred Schneider Hartmut Schneider Manfred Schmorde Bernd Landvoigt Heinrich Mederow Dietmar Schwarz | acht (m)        | Brons     | serie 3: 3de in 6.14,06 halve finale 1: 1ste in 6.22,47 finale: 3de in 6.11,67                               |

### Schermen
| Olympiër                                                                      | Discipline     | Resultaat | Prestatie |
| ----------------------------------------------------------------------------- | -------------- | --------- | --------- |
| Horst Melzig                                                                  | degen (m)      | 7e        |           |
| Hans-Peter Schulze                                                            | degen (m)      | 44e       |           |
| Bernd Uhlig                                                                   | degen (m)      | 18e       |           |
| Harry Fiedler Eckhard Mannischeff Horst Melzig Hans-Peter Schulze Bernd Uhlig | degen team (m) | 15e       |           |

### Schietsport
| Olympiër         | Discipline              | Resultaat | Prestatie                             |
| ---------------- | ----------------------- | --------- | ------------------------------------- |
| Werner Lippoldt  | 50m geweer 3 houdingen  | Brons     | 1153 punten: (393-372-388)            |
| Uto Wunderlich   | 50m geweer 3 houdingen  | 14e       | 1142 punten: (391-374-377)            |
| Peter Gorewski   | 50m geweer liggend      | 24e       | 593 punten: (98-99-99-99-99-99)       |
| Werner Lippoldt  | 50m geweer liggend      | 12e       | 596 punten: (100-99-100-99-99-99)     |
| Werner Lippoldt  | 300m geweer 3 houdingen | 9e        | 1141 punten: (387-365-389)            |
| Uto Wunderlich   | 300m geweer 3 houdingen | 4e        | 1149 punten: (393-368-388)            |
| Harald Vollmar   | 50m pistool             | 5e        | 558 punten: (93-93-94-93-93-92)       |
| Christian Düring | 25m snelvuurpistool     | 21e       | 583 punten: (197-194-192)             |
| Michael Buchheim | skeet                   | Brons     | 195 punten: (25-25-23-24-25-25-23-25) |
| Klaus Reschke    | skeet                   | 6e        | 193 punten: (24-24-23-25-25-24-23-25) |
| Manfred Geisler  | trap                    | 18e       | 187 punten: (23-24-24-24-22-23-22-25) |
| Burckhardt Hoppe | trap                    | 4e        | 193 punten: (25-25-24-21-24-24-25-25) |

### Schoonspringen
| Olympiër       | Discipline    | Resultaat | Prestatie                                                        |
| -------------- | ------------- | --------- | ---------------------------------------------------------------- |
| Falk Hoffmann  | 3m plank (m)  | 7e        | voorronde: 5de met 384,45 punten finale: 7de met 544,95 punten   |
| Helge Ziethen  | 3m plank (m)  | 12e       | voorronde: 8ste met 364,02 punten finale: 12de met 511,02 punten |
| Falk Hoffmann  | 10m toren (m) | 10e       | voorronde: 8ste met 291,54 punten finale: 10de met 436,71 punten |
| Lothar Matthes | 10m toren (m) | 4e        | voorronde: 6de met 298,41 punten finale: 4de met 465,75 punten   |
| Wolfram Ristau | 10m toren (m) | 23e       | voorronde: 23ste met 268,59 punten                               |
|                |               |           |                                                                  |
| Heidi Becker   | 3m plank (v)  | 9e        | voorronde: 4de met 281,58 punten finale: 9de met 405,78 punten   |
| Marina Janicke | 3m plank (v)  | Brons     | voorronde: 8ste met 273,48 punten finale: 3de met 430,92 punten  |
| Christa Köhler | 3m plank (v)  | 11e       | voorronde: 5de met 278,88 punten finale: 11de met 394,20 punten  |
| Sylvia Fiedler | 10m toren (v) | 6e        | voorronde: 4de met 206,07 punten finale: 6de met 341,76 punten   |
| Marina Janicke | 10m toren (v) | Brons     | voorronde: 3de met 206,73 punten finale: 3de met 360,54 punten   |

### Turnen
| Olympiër                                                                                    | Discipline               | Resultaat | Prestatie                                                              |
| ------------------------------------------------------------------------------------------- | ------------------------ | --------- | ---------------------------------------------------------------------- |
| Klaus Kaste                                                                                 | ringen (m)               | Goud      | kwalificatie: 6de met 19,00 punten finale: 5de met 18,950 punten       |
| Klaus Kaste                                                                                 | sprong (m)               | Goud      | kwalificatie: 3de met 18,95 punten finale: 1ste met 18,850 punten      |
| Klaus Kaste                                                                                 | vloer (m)                | 5e        | kwalificatie: 2de met 19,05 punten finale: 5de met 18,825 punten       |
| Matthias Brehme                                                                             | meerkamp individueel (m) | 10e       | kwalificatie: 10de met 112,45 punten finale: 10de met 112,125 punten   |
| Klaus Kaste                                                                                 | meerkamp individueel (m) | 6e        | kwalificatie: 6de met 113,25 punten finale: 6de met 113,075 punten     |
| Wolfgang Klotz                                                                              | meerkamp individueel (m) | 17e       | kwalificatie: 16de met 111,05 punten finale: 17de met 110,775 punten   |
| Jürgen Paeke                                                                                | meerkamp individueel (m) | 28e       | kwalificatie: 29ste met 109,35 punten finale: 28ste met 109,425 punten |
| Reinhard Rychly                                                                             | meerkamp individueel (m) | 26e       | kwalificatie: 22ste met 109,95 punten finale: 26ste met 109,675 punten |
| Wolfgang Thane                                                                              | meerkamp individueel (m) | 9e        | kwalificatie: 12de met 112,15 punten finale: 9de met 112,175 punten    |
| Matthias Brehme Klaus Kaste Wolfgang Klotz Jürgen Paeke Reinhard Rychly Wolfgang Thane      | meerkamp team (m)        | Brons     | 559,70 punten                                                          |
|                                                                                             |                          |           |                                                                        |
| Karin Janz                                                                                  | balk (v)                 | Brons     | kwalificatie: 3de met 18,85 punten finale: 3de met 18,975 punten       |
| Erika Zuchold                                                                               | balk (v)                 | 6e        | kwalificatie: 6de met 18,60 punten finale: 6de met 18,700 punten       |
| Angelika Hellmann                                                                           | brug (v)                 | 6e        | kwalificatie: 6de met 19,10 punten finale: 6de met 19,200 punten       |
| Karin Janz                                                                                  | brug (v)                 | Goud      | kwalificatie: 1ste met 19,55 punten finale: 1ste met 19,675 punten     |
| Erika Zuchold                                                                               | brug (v)                 | Zilver    | kwalificatie: 2de met 19,30 punten finale: 2de met 19,450 punten       |
| Karin Janz                                                                                  | sprong (v)               | Goud      | kwalificatie: 2de met 19,25 punten finale: 1ste met 19,525 punten      |
| Erika Zuchold                                                                               | sprong (v)               | Zilver    | kwalificatie: 3de met 19,15 punten finale: 2de met 19,275 punten       |
| Angelika Hellmann                                                                           | vloer (v)                | 5e        | kwalificatie: 5de met 19,00 punten finale: 5de met 18,100 punten       |
| Karin Janz                                                                                  | vloer (v)                | 4e        | kwalificatie: 4de met 19,20 punten finale: 4de met 19,400 punten       |
| Irene Abel                                                                                  | meerkamp individueel (v) | 11e       | kwalificatie: 13de met 73,75 punten finale: 10de met 112,125 punten    |
| Angelika Hellmann                                                                           | meerkamp individueel (v) | 6e        | kwalificatie: 7de met 75,30 punten finale: 6de met 113,075 punten      |
| Karin Janz                                                                                  | meerkamp individueel (v) | Zilver    | kwalificatie: 1ste met 76,85 punten finale: 17de met 110,775 punten    |
| Richarda Schmeisser                                                                         | meerkamp individueel (v) | 12e       | kwalificatie: 17de met 73,20 punten finale: 28ste met 109,425 punten   |
| Christine Schmitt                                                                           | meerkamp individueel (v) | 15e       | kwalificatie: 14de met 73,70 punten finale: 26ste met 109,675 punten   |
| Erika Zuchold                                                                               | meerkamp individueel (v) | 4e        | kwalificatie: 5de met 76,00 punten finale: 9de met 112,175 punten      |
| Irene Abel Angelika Hellmann Karin Janz Richarda Schmeisser Christine Schmitt Erika Zuchold | meerkamp team (v)        | Zilver    | 376,55 punten                                                          |

### Voetbal
| Olympiër | Discipline | Resultaat | Prestatie |
| --- | ---------- | --------- | --- |
| Jürgen Croy Frank Ganzera Lothar Kurbjuweit Konrad Weise Manfred Zapf Bernd Bransch Jürgen Pommerenke Wolfgang Seguin Eberhard Vogel Hans-Jürgen Kreische Jürgen Sparwasser Axel Tyll Peter Ducke Joachim Streich Ralf Schulenberg Reinhard Häfner Harald Irmscher Siegmar Wätzlich | mannen     | Brons     | groep D: 2de W van Ghana: 4-0 W van Colombia: 6-1 V van Polen: 1-2 groep 1: 2de V van Hongarije: 0-2 W van Mexico: 7-0 W van Bondsrepubliek Duitsland: 3-2 bronzen finale: G van Sovjet-Unie: 2-2 |

| Groep D |          |             |             |             |             |            |            |            |        |
| #       | Land     | Wedstrijden | Wedstrijden | Wedstrijden | Wedstrijden | Doelpunten | Doelpunten | Doelpunten | Punten |
| #       | Land     | G           | W           | G           | V           | V          | T          | Saldo      | Punten |
| 1       | Polen    | 3           | 3           | 0           | 0           | 11         | 2          | +9         | 6      |
| 2       | DDR      | 3           | 2           | 0           | 1           | 11         | 3          | +8         | 4      |
| 3       | Colombia | 3           | 1           | 0           | 2           | 5          | 12         | -7         | 2      |
| 4       | Ghana    | 3           | 0           | 0           | 3           | 1          | 11         | –10        | 0      |

| Ronde       | Datum      | Plaats | Land | Score    | Land |
| ----------- | ---------- | ------ | ---- | -------- | ---- |
| Groepsfase  |            |        |      |          |      |
| 28 augustus | München    | DDR    | 4-0  | Ghana    |      |
| 30 augustus | Passau     | DDR    | 6-1  | Colombia |      |
| 1 september | Neurenberg | Polen  | 2-1  | DDR      |      |

| Groep 1 |                          |             |             |             |             |            |            |            |        |
| #       | Land                     | Wedstrijden | Wedstrijden | Wedstrijden | Wedstrijden | Doelpunten | Doelpunten | Doelpunten | Punten |
| #       | Land                     | G           | W           | G           | V           | V          | T          | Saldo      | Punten |
| 1       | Hongarije                | 3           | 3           | 0           | 0           | 8          | 1          | +7         | 6      |
| 2       | DDR                      | 3           | 2           | 0           | 1           | 10         | 4          | +6         | 4      |
| 3       | Bondsrepubliek Duitsland | 3           | 0           | 1           | 2           | 4          | 8          | -4         | 1      |
| 4       | Mexico                   | 3           | 0           | 1           | 2           | 1          | 10         | -9         | 1      |

| Ronde          | Datum      | Plaats      | Land | Score                    | Land |
| -------------- | ---------- | ----------- | ---- | ------------------------ | ---- |
| Groepsfase     |            |             |      |                          |      |
| 3 september    | Passau     | Hongarije   | 2-0  | DDR                      |      |
| 5 september    | Ingolstadt | DDR         | 7-0  | Mexico                   |      |
| 8 september    | München    | DDR         | 3-2  | Bondsrepubliek Duitsland |      |
| Bronzen finale |            |             |      |                          |      |
| 10 september   | München    | Sovjet-Unie | 2-2  | DDR                      |      |

### Volleybal
| Olympiër | Discipline | Resultaat | Prestatie |
| --- | ---------- | --------- | --- |
| Siggi Schneider Arnold Schulz Wolfgang Webner Eckhardt Pietzsch Rudi Schumann Wolfgang Weise Horst Hagen Horst Peter Wolfgang Löwe Rainer Tscharke Wolf Maibohn Jürgen Maune | mannen     | Zilver    | groep B: 2de W van Cuba: 3-0 (15-7, 15-3, 15-7) W van Brazilië: 3-1 (15-5, 7-15, 16-14, 15-10) V van Japan: 0-3 (4-15, 2-15, 6-15) W van Bondsrepubliek Duitsland: 3-0 (15-7, 15-6, 15-4) W van Roemenië: 3-0 (15-10, 15-12, 15-7) halve finale: W van Sovjet-Unie: 3-1 (15-6, 15-8, 13-15, 15-9) finale: V van Japan: 1-3 (15-11, 2-15, 10-15, 10-15) |

| Groep B |          |             |             |             |             |             |             |        |        |        |        |
| #       | Land     | Wedstrijden | Wedstrijden | Wedstrijden | Wedstrijden | Wedstrijden | Wedstrijden | Punten | Punten | Punten | Punten |
| #       | Land     | G           | W           | V           | SW          | SV          | SR          | SPW    | SPL    | Saldo  | Punten |
| 1       | Japan    | 5           | 5           | 0           | 15          | 0           | +15         | 225    | 95     | +130   | 17     |
| 2       | DDR      | 5           | 4           | 1           | 12          | 4           | +8          | 200    | 162    | +38    | 16     |
| 3       | Roemenië | 5           | 2           | 2           | 8           | 9           | −1          | 201    | 213    | −12    | 16     |
| 4       | Brazilië | 5           | 2           | 3           | 9           | 13          | −4          | 273    | 280    | −7     | 15     |
| 5       | Cuba     | 5           | 2           | 3           | 6           | 13          | −7          | 212    | 254    | −42    | 15     |
| 6       | GDR      | 5           | 0           | 5           | 4           | 15          | −11         | 163    | 270    | −107   | 13     |

| Ronde        | Datum   | Plaats      | Land | Score                    | Land |
| ------------ | ------- | ----------- | ---- | ------------------------ | ---- |
| Groepsfase   |         |             |      |                          |      |
| 28 augustus  | München | DDR         | 3-0  | Cuba                     |      |
| 30 augustus  | München | DDR         | 3-1  | Brazilië                 |      |
| 1 september  | München | Japan       | 3-0  | DDR                      |      |
| 3 september  | München | DDR         | 3-0  | Bondsrepubliek Duitsland |      |
| 6 september  | München | DDR         | 3-0  | Roemenië                 |      |
| Halve finale |         |             |      |                          |      |
| 8 september  | München | Sovjet-Unie | 1-3  | DDR                      |      |
| Finale       |         |             |      |                          |      |
| 9 september  | München | DDR         | 1-3  | Japan                    |      |

### Wielersport
| Olympiër                                                     | Discipline                    | Resultaat | Prestatie      |
| Baan                                                         | Baan                          | Baan      | Baan           |
| ------------------------------------------------------------ | ----------------------------- | --------- | -------------- |
| Jürgen Geschke                                               | sprint (m)                    | 5e        |                |
| Werner Otto                                                  | sprint (m)                    | 9e        |                |
| Jürgen Schütze                                               | tijdrit (m)                   | Brons     | 1.07,02        |
| Thomas Huschke                                               | individuele achtervolging (m) | 9e        | 1.07,02        |
| Jürgen Geschke Werner Otto                                   | tandem (m)                    | Zilver    |                |
| Thomas Huschke Heinz Richter Herbert Richter Uwe Unterwalder | ploegenachtervolging (m)      | Zilver    |                |
| Weg                                                          |                               |           |                |
| Dieter Gonschorek                                            | wegwedstrijd (m)              | DNF       | niet gefinisht |
| Wolfram Kühn                                                 | wegwedstrijd (m)              | DNF       | niet gefinisht |
| Karl-Heinz Oberfranz                                         | wegwedstrijd (m)              | 30e       | 4:17.09        |
| Wolfgang Wesemann                                            | wegwedstrijd (m)              | 33e       | 4:17.09        |

### Worstelen
| Olympiër             | Discipline  | Resultaat   | Prestatie |
| Vrije stijl          | Vrije stijl | Vrije stijl | Vrije stijl |
| -------------------- | ----------- | ----------- | --- |
| Jürgen Möbius        | -48kg (m)   | 7e          | 1ste ronde: W van PRK Jang 2de ronde: V van ROU Arapu 3de ronde: V van USA Gonzalez |
| Willi Bock           | -52kg (m)   | 23e         | 1ste ronde: V van HUN Gál 2de ronde: V van TUR Alan |
| Horst Mayer          | -57kg (m)   | 6e          | 1ste ronde: V van IRI Kheder 2de ronde: W van GBR Gill 3de ronde: W van MEX López 4de ronde: W van YUG Darlev 5de ronde: W van CUB Ramos 6de ronde: V van HUN Klinga                             |
| Udo Schröder         | -68kg (m)   | 6e          | 1ste ronde: W van SEN Mané 2de ronde: V van GRE Ioannidis 3de ronde: V van ROU Poalelungi 4de ronde: W van FRA Carbasse 5de ronde: V van MGL Natsagdori                                          |
| Wolfgang Nitschke    | -74kg (m)   | 5e          | 1ste ronde: W van ARG González 2de ronde: W van SWE Karlsson 3de ronde: W van TUR Demirtaş 4de ronde: V van USA Wells 5de ronde: V van BUL Pavlov                                                |
| Horst Stottmeister   | -82kg (m)   | 4e          | 1ste ronde: W van HUN Kovács 2de ronde: W van BUL Iliev 3de ronde: W van TUR Polat 4de ronde: vrij 5de ronde: V van JPN Sasaki 6de ronde: V van USA Peterson                                     |
| Günter Spindler      | -90kg (m)   | 7e          | 1ste ronde: W van KOR Kwak 2de ronde: V van FRA Grangier 3de ronde: W van ITA Marcheggiani 4de ronde: W van BUL Petrov 5de ronde: V van URS Strakhov                                             |
| Gerd Bachmann        | -100kg (m)  | 14e         | 1ste ronde: V van BUL Todorov 2de ronde: V van URS Jarygin |
| Peter Germer         | +100kg (m)  | 6e          | 1ste ronde: V van BUL Duraliev 2de ronde: vrij 3de ronde: G van ROU Stingu 4de ronde: V van IRI Eskandar-Filabi                                                                                  |
| Grieks-Romeins       |             |             | |
| Bernd Drechsel       | -48kg (m)   | 7e          | 1ste ronde: W van USA Holmes 2de ronde: V van HUN Seres 3de ronde: W van TUR Sari 4de ronde: V van ROU Berceanu                                                                                  |
| Wolfgang Radmacher   | -57kg (m)   | 25e         | 1ste ronde: G van TCH Neckář 2de ronde: V van MAR Lachkar |
| Heinz-Helmut Wehling | -62kg (m)   | Zilver      | 1ste ronde: V van JPN Fujimoto 2de ronde: W van GUA Hernández 3de ronde: vrij 4de ronde: V van ROU Sari 5de ronde: V van ROU Păun 6de ronde: W van POL Lipień 7de ronde: W van URS Megrelishvili |
| Klaus-Peter Göpfert  | -68kg (m)   | 12e         | 1ste ronde: vrij 2de ronde: G van FIN Lavonen 3de ronde: V van BUL Apostolov |
| Klaus Pohl           | -74kg (m)   | 7e          | 1ste ronde: V van FRA Robin 2de ronde: W van SUI Blaser 3de ronde: W van FIN Tapio 4de ronde: vrij 5de ronde: V van TCH Mácha                                                                    |
| Frank Hartmann       | -82kg (m)   | 6e          | 1ste ronde: V van BUL Dimitrov 2de ronde: W van JPN Sato 3de ronde: V van SWE Kårström 4de ronde: W van YUG Nenadić                                                                              |
| Lothar Metz          | -90kg (m)   | 10e         | 1ste ronde: G van POL Kwieciński 2de ronde: V van YUG Čorak 3de ronde: V van JPN Tani |
| Fredi Albrecht       | -100kg (m)  | 5e          | 1ste ronde: V van HUN Kiss 2de ronde: W van JPN Saito 3de ronde: vrij 4de ronde: V van ROU Martinescu                                                                                            |

### Zeilen
| Olympiër                                       | Discipline      | Resultaat | Prestatie                           |
| ---------------------------------------------- | --------------- | --------- | ----------------------------------- |
| Hans-Christian Schöder                         | finn            | 7e        | 91 punten: (24-19-1-13-1-DSQ-13)    |
| Herbert Hüttner Dietmar Gedde                  | flying dutchman | 13e       | 104,7 punten: (6-10-12-DNF-8-18-15) |
| Herbert Weichert Hans–Joachim Lange            | star            | 17e       | 108,7 punten: (15-9-14-DNF-16-13-6) |
| Roland Schwarz Werner Christoph Lothar Koepsel | soling          | 14e       | 83,0 punten: (13-15-17-11-8-20)     |
| Paul Borowski Karl–Heinz Thun Konrad Weichert  | dragon          | Zilver    | 41,7 punten: (12-8-8-1-4-3)         |

### Zwemmen
| Olympiër                                                         | Discipline            | Resultaat    | Prestatie                                                                     |
| ---------------------------------------------------------------- | --------------------- | ------------ | ----------------------------------------------------------------------------- |
| Peter Bruch                                                      | 100m vrije slag (m)   | 14e          | serie 5: 3de in 54,25 halve finale 1: 7de in 53,97                            |
| Hartmut Flöckner                                                 | 100m vrije slag (m)   | 20e          | serie 4: 4de in 54,36                                                         |
| Wilfried Hartung                                                 | 100m vrije slag (m)   | 21e          | serie 1: 4de in 54,37                                                         |
| Peter Bruch                                                      | 200m vrije slag (m)   | 16e          | serie 5: 2de in 1.58,49                                                       |
| Wilfried Hartung                                                 | 200m vrije slag (m)   | 9e           | serie 4: 2de in 1.56,92                                                       |
| Udo Poser                                                        | 200m vrije slag (m)   | 12e          | serie 7: 3de in 1.57,23                                                       |
| Klaus Dockhorn                                                   | 400m vrije slag (m)   | 27e          | serie 6: 6de in 4.17,98                                                       |
| Udo Poser                                                        | 400m vrije slag (m)   | 13e          | serie 2: 3de in 4.09,62                                                       |
| Wolfram Sperling                                                 | 400m vrije slag (m)   | 21e          | serie 3: 4de in 4.14,73                                                       |
| Klaus Dockhorn                                                   | 1500m vrije slag (m)  | 16e          | serie 5: 3de in 16.55,30                                                      |
| Axel Freudenberg                                                 | 1500m vrije slag (m)  | 12e          | serie 6: 2de in 16.37,19                                                      |
| Jürgen Krüger                                                    | 100m rugslag (m)      | 7e           | serie 6: 2de in 1.00,65 finale: 7de in 59,80                                  |
| Roland Matthes                                                   | 100m rugslag (m)      | Goud         | serie 6: 1ste in 1.00,01 finale: 1ste in 56,58 (OR)                           |
| Lutz Wanja                                                       | 100m rugslag (m)      | 6e           | serie 4: 2de in 1.00,62 finale: 6de in 59,80                                  |
| Roland Matthes                                                   | 200m rugslag (m)      | Goud         | serie 5: 1ste in 2.06,62 finale: 1ste in 2.02,82 (WR)                         |
| Lothar Noack                                                     | 200m rugslag (m)      | 6e           | serie 5: 2de in 2.08,80 finale: 6de in 2.08,67                                |
| Lutz Wanja                                                       | 200m rugslag (m)      | 18e          | serie 2: 4de in 2.13,46                                                       |
| Rainer Hradetzky                                                 | 100m schoolslag (m)   | halve finale | serie 4: 3de in 1.08,67                                                       |
| Klaus Katzur                                                     | 100m schoolslag (m)   | halve finale | serie 3: 3de in 1.07,36                                                       |
| Rainer Hradetzky                                                 | 200m schoolslag (m)   | halve finale | serie 5: 4de in 2.32,48                                                       |
| Klaus Katzur                                                     | 200m schoolslag (m)   | 24e          | serie 1: 1ste in 2.26,32 finale: 8ste in 2.27,44                              |
| Hartmut Flöckner                                                 | 100m vlinderslag (m)  | 7e           | serie 5: 2de in 57,41 halve finale 2: 4de in 56,96 finale: 7de in 57,40       |
| Roland Matthes                                                   | 100m vlinderslag (m)  | 4e           | serie 3: 1ste in 57,16 halve finale 1: 1ste in 56,51 finale: 4de in 55,87     |
| Roger Pyttel                                                     | 100m vlinderslag (m)  | 11e          | serie 1: 2de in 57,98 halve finale 1: 5de in 57,69                            |
| Hartmut Flöckner                                                 | 200m vlinderslag (m)  | 7e           | serie 4: 2de in 2.05,54 finale: 7de in 2.05,34                                |
| Roger Pyttel                                                     | 200m vlinderslag (m)  | 13e          | serie 1: 3de in 2.08,72                                                       |
| Christian Lietzmann                                              | 200m wisselslag (m)   | 13e          | serie 6: 3de in 2.13,42                                                       |
| Wolfram Sperling                                                 | 200m wisselslag (m)   | 9e           | serie 1: 1ste in 2.12,87                                                      |
| Bertram Türpe                                                    | 200m wisselslag (m)   | 21e          | serie 1: 3de in 2.16,54                                                       |
| Christian Lietzmann                                              | 400m wisselslag (m)   | 10e          | serie 1: 2de in 4.44,47                                                       |
| Wolfram Sperling                                                 | 400m wisselslag (m)   | 9e           | serie 5: 3de in 4.42,75 finale: 8ste in 4.40,66                               |
| Bertram Türpe                                                    | 400m wisselslag (m)   | 13e          | serie 3: 3de in 4.46,55                                                       |
| Roland Matthes Wilfried Hartung Peter Bruch Lutz Unger Udo Poser | 4x100m vrije slag (m) | Brons        | serie 2: 2de in 3.35,13 finale: 3de in 3.32,42                                |
| Wilfried Hartung Peter Bruch Udo Poser Lutz Unger Roger Pyttel   | 4x200m vrije slag (m) | 6e           | serie 2: 2de in 7.51,11 finale: 6de                                           |
| Roland Matthes Klaus Katzur Hartmut Flöckner Lutz Unger          | 4x100m wisselslag (m) | Zilver       | serie 1: 1ste in 3.55,23 finale: 2de                                          |
|                                                                  |                       |              |                                                                               |
| Sylvia Eichner                                                   | 100m vrije slag (v)   | 11e          | serie 5: 3de in 1.00,64 halve finale 2: 6de in 1.00,73                        |
| Andrea Eife                                                      | 100m vrije slag (v)   | 6e           | serie 6: 2de in 59,73 halve finale 1: 4de in 59,71 finale: 6de in 59,91       |
| Gabriele Wetzko                                                  | 100m vrije slag (v)   | 4e           | serie 1: 1ste in 1.00,40 halve finale 2: 3de in 59,46 finale: 4de in 59,21    |
| Andrea Eife                                                      | 200m vrije slag (v)   | 5e           | serie 5: 1ste in 2.07,95 finale: 5de in 2.06,27                               |
| Karin Tülling                                                    | 200m vrije slag (v)   | 6e           | serie 1: 2de in 2.09,01 finale: 8ste in 2.11,70                               |
| Gudrun Wegner                                                    | 200m vrije slag (v)   | 9e           | serie 5: 3de in 2.09,49                                                       |
| Karin Tülling                                                    | 400m vrije slag (v)   | 9e           | serie 1: 3de in 4.32,56                                                       |
| Gudrun Wegner                                                    | 400m vrije slag (v)   | Brons        | serie 4: 3de in 4.25,13 finale: 3de in 4.23,11                                |
| Andrea Eife                                                      | 800m vrije slag (v)   | 9e           | serie 1: 2de in 9.22,88                                                       |
| Karin Tülling                                                    | 800m vrije slag (v)   | 14e          | serie 4: 3de in 9.25,73                                                       |
| Gudrun Wegner                                                    | 800m vrije slag (v)   | 5e           | serie 4: 2de in 9.11,32 finale: 5de in 8.58,89                                |
| Christine Herbst                                                 | 100m rugslag (v)      | 7e           | serie 3: 1ste in 1.07,96 finale: 7de in 1.07,27                               |
| Susanne Hilger                                                   | 100m rugslag (v)      | 18e          | serie 4: 5de in 1.09,25                                                       |
| Christine Herbst                                                 | 200m rugslag (v)      | 5e           | serie 5: 2de in 2.25,09 finale: 5de in 2.23,44                                |
| Susanne Hilger                                                   | 200m rugslag (v)      | 18e          | serie 2: 3de in 2.27,88                                                       |
| Sylvia Langer                                                    | 100m schoolslag (v)   | halve finale | serie 3: 3de in 1.18,29                                                       |
| Brigitte Schuchardt                                              | 100m schoolslag (v)   | 17e          | serie 3: 4de in 1.18,62                                                       |
| Renate Vogel                                                     | 100m schoolslag (v)   | halve finale | serie 1: 2de in 1.17,33                                                       |
| Hannelore Anke                                                   | 200m schoolslag (v)   | 9e           | serie 3: 2de in 2.45,92                                                       |
| Sylvia Langer                                                    | 200m schoolslag (v)   | 21e          | serie 1: 2de in 2.49,68                                                       |
| Brigitte Schuchardt                                              | 200m schoolslag (v)   | 28e          | serie 2: 5de in 2.53,03                                                       |
| Roswitha Beier                                                   | 100m vlinderslag (v)  | Zilver       | serie 2: 2de in 1.04,34 halve finale 1: 2de in 1.04,36 finale: 2de in 1.03,61 |
| Rosemarie Kother                                                 | 100m vlinderslag (v)  | 9e           | serie 3: 2de in 1.04,83 halve finale 1: 4de in 1.04,64                        |
| Rosemarie Kother                                                 | 200m vlinderslag (v)  | 4e           | serie 1: 1ste in 2.18,32 finale: 4de in 2.17,11                               |
| Helga Lindner                                                    | 200m vlinderslag (v)  | 6e           | serie 4: 2de in 2.20,00 finale: 6de in 2.20,47                                |
| Brigitte Mertz                                                   | 200m vlinderslag (v)  | 10e          | serie 4: 3de in 2.24,92                                                       |
| Kornelia Ender                                                   | 200m wisselslag (v)   | Zilver       | serie 4: 1ste in 2.25,39 finale: 2de in 2.23,59                               |
| Brigitte Schuchardt                                              | 200m wisselslag (v)   | 16e          | serie 3: 2de in 2.30,04                                                       |
| Evelyn Stolze                                                    | 200m wisselslag (v)   | 10e          | serie 2: 1ste in 2.25,42 finale: 6de in 2.25,90                               |
| Angela Franke                                                    | 400m wisselslag (v)   | 10e          | serie 5: 3de in 5.14,81                                                       |
| Marlies Pohl                                                     | 400m wisselslag (v)   | 13e          | serie 2: 2de in 5.15,38                                                       |
| Evelyn Stolze                                                    | 400m wisselslag (v)   | 5e           | serie 4: 1ste in 5.06,96 finale: 5de in 5.06,80                               |
| Andrea Eife Kornelia Ender Elke Sehmisch Gabriele Wetzko         | 4x100m vrije slag (v) | Zilver       | serie 1: 1ste in 3.58,11 finale: 2de in 3.55,55                               |
| Christine Herbst Renate Vogel Roswitha Beier Kornelia Ender      | 4x100m wisselslag (v) | Zilver       | serie 1: 2de in 4.27,57 finale:                                               |

Afghanistan · Albanië · Algerije · Amerikaanse Maagdeneilanden · Argentinië · Australië · Bahama's · Barbados · België · Bermuda · Birma · Bolivia · Bondsrepubliek Duitsland · Brazilië · Brits-Honduras · Bulgarije · Canada · Ceylon · Chili · Colombia · Congo-Brazzaville · Costa Rica · Cuba · Dahomey · Denemarken · Dominicaanse Republiek · Duitse Democratische Republiek · Ecuador · Egypte · El Salvador · Ethiopië · Fiji · Filipijnen · Finland · Frankrijk · Gabon · Ghana · Griekenland · Groot-Brittannië · Guatemala · Guyana · Haïti · Hongarije · Hongkong · Ierland · IJsland · India · Indonesië · Iran · Israël · Italië · Ivoorkust · Jamaica · Japan · Joegoslavië · Kameroen · Kenia · Khmerrepubliek · Koeweit · Lesotho · Libanon · Liberia · Liechtenstein · Luxemburg · Madagaskar · Malawi · Maleisië · Mali · Malta · Marokko · Mexico · Monaco · Mongolië · Nederland · Nederlandse Antillen · Nepal · Nicaragua · Nieuw-Zeeland · Niger · Nigeria · Noord-Korea · Noorwegen · Oeganda · Oostenrijk · Opper-Volta · Pakistan · Panama · Paraguay · Peru · Polen · Portugal · Puerto Rico · Roemenië · San Marino · Saoedi-Arabië · Senegal · Singapore · Soedan · Somalië · Sovjet-Unie · Spanje · Suriname · Swaziland · Syrië · Taiwan · Tanzania · Thailand · Togo · Trinidad en Tobago · Tsjaad · Tsjecho-Slowakije · Tunesië · Turkije · Uruguay · Venezuela · Verenigde Staten · Vietnam · Zambia · Zuid-Korea · Zweden · Zwitserland